# Stralendorf
Stralendorf település Németországban, Mecklenburg-Elő-Pomeránia tartományban. Lakosainak száma 1371 fő (2023. december 31.).

## Népesség
A település népességének változása:
| Lakosok száma | 1380 | 1377 | 1381 | 1371 | 1371 |
|               | 2017 | 2019 | 2021 | 2022 | 2023 |